# Pollina
Pollina (Pùḍḍina in siciliano) è un comune italiano di 2 818 abitanti della città metropolitana di Palermo in Sicilia.
Fa parte del Parco delle Madonie. Il comune di Pollina comprende i centri abitati di Pollina e Finale oltre alle località abitate Costa Turchina, Nastasi e Rais Gerbi. Più di due terzi della popolazione residente vive nel centro abitato di Finale.
Di notevole rilevanza per l'economia locale e dell'intero parco delle Madonie è la coltivazione di frassineti per la produzione di manna, riconosciuta come presidio Slow Food.

## Storia
Secondo alcuni storici, Pollina sarebbe la moderna erede di Apollonia, antica città della Magna Grecia. Non vi sono tuttavia reperti che avvalorino questa ipotesi.
Nel 1321 dal vescovo di Cefalù venne concessa al conte Francesco Ventimiglia la cui famiglia conserverà la baronia fino alla eversione della feudalità agli inizi del secolo XIX.
Lo sviluppo turistico della zona cominciò negli anni '70 del Novecento, quando su progetto dell'architetto Foscari fu costruito, sulle linee del teatro greco, un teatro all'aperto ricavato da una roccia dolomitica, dal particolare colore metà rosato e metà bianco, da cui il nome di “Pietrarosa”.
Solo luogo in tutto il mondo mediterraneo, per una singolare miscela di fattori culturali ed ambientali, a Pollina si è conservata la conoscenza e la tecnica per produrre ancora la manna. La produzione della manna, un tempo diffusa in ampie zone della costa settentrionale della Sicilia e in altre aree della Toscana, della Puglia e della Calabria, oggi si è conservata solo nel territorio di Pollina. Nei boschi del territorio pollinese, divenuti una sorta di “museo a cielo aperto”, si ottiene questo prodotto unico intaccando con un particolare coltello il tronco del frassino in estate. Il liquido che sgorga dalle incisioni si condensa seccandosi all'aria estiva, si raccoglie e viene usato in composti medicinali, esattamente come duemila anni fa quando i medici greci e romani lo chiamavano “miele di rugiada” o “miele di frassino”. Gli arabi invece ritenevano possedesse proprietà spirituali e fosse benedetto perché citato dal Corano.

## Monumenti principali

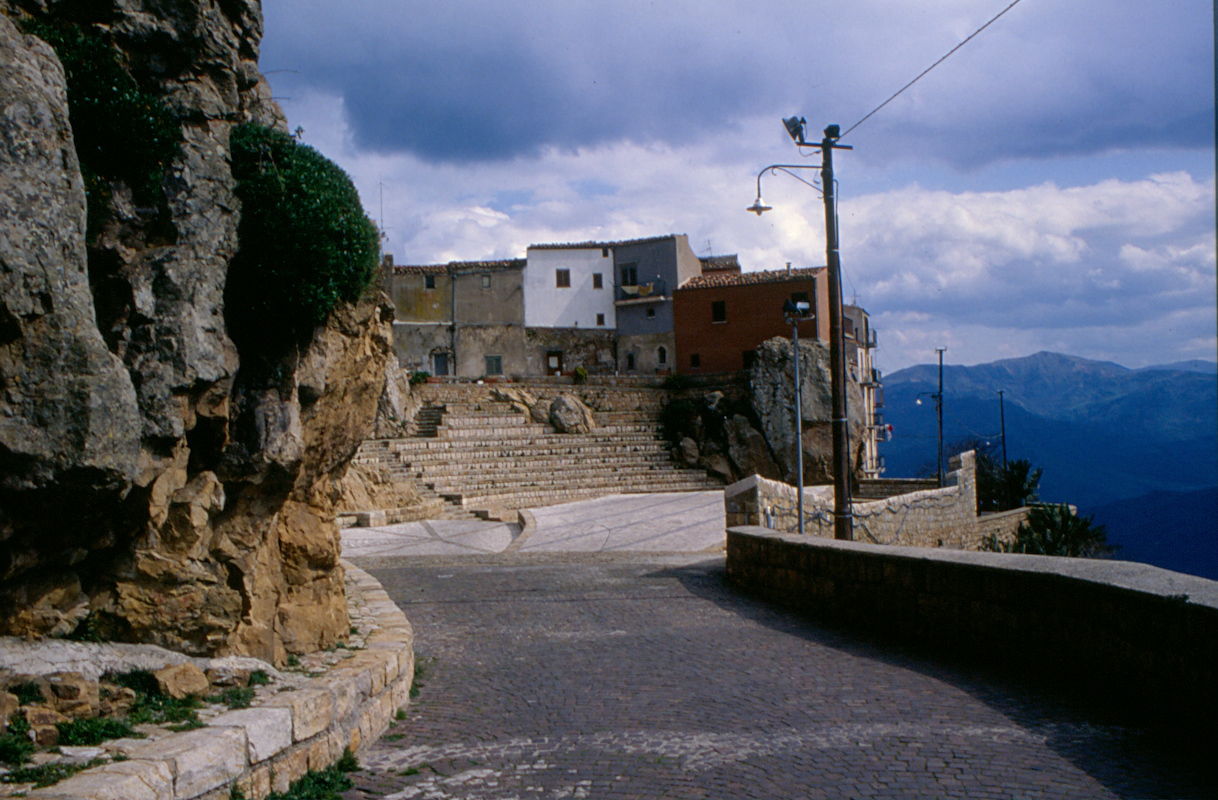
Ingresso est del Teatro Pietra Rosa

- Chiesa dei SS. Giovanni e Paolo: custodisce al suo interno capolavori d'arte del '400 e '500 siciliani:
  - Madonna della Grazia, statua marmorea del 1514;[7]
  - il gruppo scultoreo della Natività realizzato da Antonello Gagini del 1526.
- Chiesa di San Giuliano: è la chiesa dedicata al santo patrono di Pollina.
- Torre di Maurolico: parte integrante del sistema difensivo del castello di Pollina. Dal 1548 al 1550 fu utilizzata da Francesco Maurolico quale osservatorio astronomico.
- Teatro Pietra Rosa: è un teatro all'aperto interamente realizzato in pietra adattando il pendio naturale che si stendeva a piedi della Torre. Progettato dall'architetto A. Foscari, fu inaugurato il 30 giugno del 1979 con "La donna di Samo".

## Tradizioni e folclore

### San Giuliano
San Giuliano è il patrono di Pollina. Festa di San Giuliano (seconda domenica di luglio, venerdì e sabato precedenti). Nei tre giorni di festa si svolgono ben quattro processioni tra le quali particolarmente suggestive sono quella cosiddetta "della farina" e la processione campestre con il simulacro del Santo, che viene portato in giro al grido di " viva San Giuliano".

### Madonna della Catena
Festeggiata a Pollina nella penultima domenica di agosto. Tradizionale processione con il simulacro

### Sant'Antonio
Festeggiato a Pollina il 13 giugno. Processione del simulacro.

### Ascensione
Festa tradizionale della frazione Finale.

### Madonna della Lettera
La Madonna della Lettera è la patrona della frazione Finale.

## Clima
| Pollina             | Mesi | Mesi | Mesi | Mesi | Mesi | Mesi | Mesi | Mesi | Mesi | Mesi | Mesi | Mesi | Stagioni | Stagioni | Stagioni | Stagioni | Anno |
| Pollina             | Gen  | Feb  | Mar  | Apr  | Mag  | Giu  | Lug  | Ago  | Set  | Ott  | Nov  | Dic  | Inv      | Pri      | Est      | Aut      | Anno |
| ------------------- | ---- | ---- | ---- | ---- | ---- | ---- | ---- | ---- | ---- | ---- | ---- | ---- | -------- | -------- | -------- | -------- | ---- |
| T. max. media (°C)  | 10,2 | 10,7 | 12,3 | 15,1 | 20,0 | 24,4 | 27,6 | 27,8 | 24,3 | 19,3 | 15,2 | 11,6 | 10,8     | 15,8     | 26,6     | 19,6     | 18,2 |
| T. min. media (°C)  | 5,3  | 5,2  | 6,3  | 8,4  | 12,2 | 16,3 | 19,2 | 19,7 | 17,0 | 13,2 | 9,7  | 6,9  | 5,8      | 9,0      | 18,4     | 13,3     | 11,6 |
| Precipitazioni (mm) | 67   | 55   | 47   | 39   | 25   | 9    | 8    | 16   | 39   | 77   | 69   | 70   | 192      | 111      | 33       | 185      | 521  |

## Società

### Evoluzione demografica
A partire dagli anni '70, anche per l'apertura di un villaggio turistico in prossimità di Finale, il centro abitato di Pollina ha visto diminuire rapidamente la popolazione residente che si è trasferita per la maggior parte a Finale.
Abitanti censiti

## Infrastrutture e trasporti
Il comune è interessato dalle seguenti direttrici stradali:

## Amministrazione
Nelle elezioni amministrative del 2000 è eletto sindaco Giuseppe Sarrica, dirigente sindacale, riconfermato nelle successive elezioni del 2005. Successivamente nelle elezioni amministrative del 2010 è eletta Magda Culotta all'età di 25 anni, diventando il sindaco più giovane in Sicilia.
Anche lei è stata riconfermata per un secondo mandato nel 2015. Nelleelezioni amministrative del 2020 è eletto sindaco Pietro Musotto.
| Periodo          | Periodo          | Primo cittadino                                             | Partito              | Carica                              | Note   |
| ---------------- | ---------------- | ----------------------------------------------------------- | -------------------- | ----------------------------------- | ------ |
| 28 Maggio 1985   | 1 Giugno 1990    | Giuseppe Abbate                                             | Democrazia Cristiana | Sindaco                             | [ 11 ] |
| 1 Giugno 1990    | 20 Dicembre 1991 | Giuseppe Abbate                                             | Democrazia Cristiana | Sindaco                             | [ 11 ] |
| 20 Dicembre 1991 | 22 Novembre 1993 | Giovanni Maria Marchese                                     | Democrazia Cristiana | Sindaco                             | [ 11 ] |
| 22 Novembre 1993 | 31 Ottobre 1997  | Renato Giuliano Solaro                                      | Lista Civica         | Sindaco                             | [ 11 ] |
| 31 Ottobre 1997  | 17 Aprile 2000   | Rosa Inzerilli Maria Vittoria Ministeri Francesco Tortorici |                      | Commissione straordinaria Antimafia | [ 11 ] |
| 17 Aprile 2000   | 17 Maggio 2005   | Giuseppe Sarrica                                            | Lista Civica         | Sindaco                             | [ 11 ] |
| 17 Maggio 2005   | 1 Giugno 2010    | Giuseppe Sarrica                                            | Lista Civica         | Sindaco                             | [ 11 ] |
| 1 Giugno 2010    | 2 Giugno 2015    | Magda Culotta                                               | Lista Civica         | Sindaco                             | [ 11 ] |
| 2 Giugno 2015    | 6 Ottobre 2020   | Magda Culotta                                               | Lista Civica         | Sindaco                             | [ 11 ] |
| 6 Ottobre 2020   | In carica        | Pietro Musotto                                              | Lista Civica         | Sindaco                             | [ 11 ] |